# Laban Korir
Laban Kipngetich Korir (30 december 1985) is een Keniaanse langeafstandsloper, die is gespecialiseerd in de halve marathon en de marathon.
In 2008 begon hij met het lopen van wedstrijden in internationaal verband. Zijn eerste wedstrijd, halve marathon van Setúbal, won hij gelijk in 1:06.32. Onder leiding van atletenmanager Jos Hermens werd hij tweede bij de marathon van Amsterdam en maakte met zijn 2:06.05 op dat moment de derde snelste marathondebuut ooit. Hij werd bij deze wedstrijd tweede achter zijn landgenoot Wilson Chebet.
Bij de Roma-Ostia Half Marathon werd hij vijfde en verbeterde met zijn finishtijd van 1:00.38 zijn persoonlijk record. Hij werd uitgenodigd deel te nemen aan de Boston Marathon en werd hierbij onder zware omstandigheden zesde in 2:15.29. Bij de Chicago Marathon 2012 liep hij halverwege aan de leiding, maar zakte aan het einde van de wedstrijd terug naar een elfde plaats.
In 2014 won hij de Toronto Waterfront Marathon in 2:08.15. Korir maakt deel uit van het NN Running Team.

## Persoonlijke records
| Onderdeel      | Prestatie | Datum            | Plaats     |
| -------------- | --------- | ---------------- | ---------- |
| 10 km          | 28.09     | 26 februari 2012 | Ostia Lido |
| 15 km          | 42.43     | 26 februari 2012 | Ostia Lido |
| halve marathon | 1:00.38   | 26 februari 2012 | Ostia Lido |
| 25 km          | 1:14.11   | 16 oktober 2011  | Amsterdam  |
| 30 km          | 1:29.06   | 16 oktober 2011  | Amsterdam  |
| marathon       | 2:05.58   | 16 april 2018    | Rotterdam  |

## Palmares

### halve marathon
- 2008:  halve marathon van Setúbal - 1:06.32
- 2008:  halve marathon van Mataró - 1:03.18
- 2009:  halve marathon van Palma de Mallorca - 1:08.49
- 2009:  halve marathon van Pombal - 1:03.41
- 2010:  halve marathon van Salzburg - 1:10.48
- 2012: 5e halve marathon van Ostia - 1:00.38
- 2015:  halve marathon van Klagenfurt - 1:01.52,9
- 2018:  halve marathon van Klagenfurt - 1:02.21

### marathon
- 2011:  marathon van Amsterdam - 2:06.05
- 2012: 6e marathon van Boston - 2:15.29
- 2012: 11e marathon van Chicago - 2:09.52
- 2014: 16e marathon van Dubai - 2:14.13
- 2014: 5e marathon van Hamburg - 2:08.04
- 2014:  Toronto Waterfront Marathon - 2:08.15
- 2015: 6e marathon van Parijs - 2:07.54
- 2015:  Toronto Waterfront Marathon - 2:09.19,4
- 2016:  marathon van Parijs - 2:07.29
- 2016: 4e marathon van Amsterdam - 2:05.54
- 2017:  marathon van Rotterdam - 2:06.25
- 2017: 6e marathon van Amsterdam - 2.07.01
- 2018: 4e marathon van Rotterdam - 2:05.58
- 2018: 6e marathon van Amsterdam - 2.06.33
- 2019: 9e Marathon van Barcelona - 2:09.36